# Баски в Канаде
Баско-канадцы (исп. vasco-canadienses, фр. basco-canadiens) — граждане Канады баскского происхождения.

## История
Хотя более глубокий след в истории Канады оставили французы и британцы, можно найти следы нахождения на территории других общин, в том числе баскских, поскольку в течение XVI века вход в залив Шато на полуострове Лабрадор служил площадкой для китобоев из Страны Басков (из Пасахеса, Бермео, Сен-Жан-де-Люз или Байонны). Доказательством этого являются остатки деревянных и каменных якорей, традиционно использовавшихся на северном побережье Ньюфаундленда и Лабрадора, практически таких же, какие использовались в прошлом на побережьях Бискайи и Гипускоа. Кроме того, во франкоязычной части Канады северный олень известен как orignal, происходящий от баскского слова oreinak. Кроме того, в провинции Новая Шотландия проводятся соревнования с большими и тяжелыми камнями, которые тянут парой запряжённых волов, точно так же, как в Басконии во время Иди-дема.

### Баскские китобои в Канаде

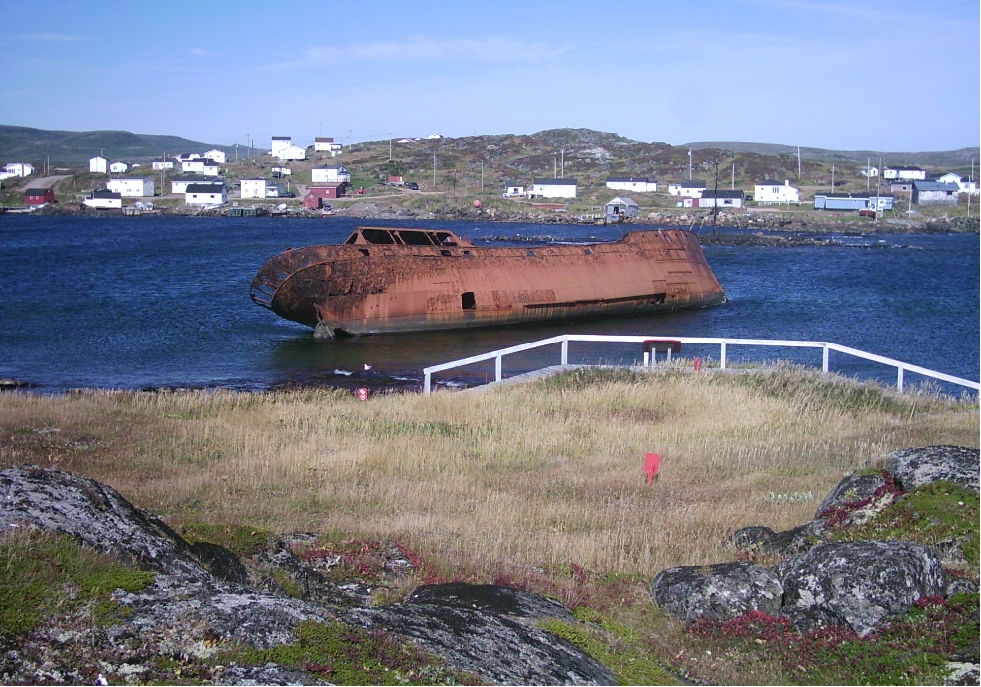
В 1550-х годах в этом месте в Ред-Бее были печи для плавки китового жира. В 1565 году галеон из Пасай-Донибана Сан-Хуан затонул недалеко от места крушения корабля Бернье.

О появлении баскских китобоев на побережье Канады ходили легенды, тем более, что районы промысла китов и трески в XVI веке были засекречены. Ньюфаундленд получил прозвище «Остров-призрак» среди рыбаков Страны Басков. Нынешнее название впервые было использовано в 1508 году Жоао Васом Корте-Реалем.
Некоторые говорят, что они прибыли в Ньюфаундленд в 1375 году. Другие исследователи говорят, что это было в 1412 году и что они были из Байонны. Проверить это очень трудно, тем более, что была необходима не только каботажная техника, но и другие приемы плавания в открытом море. Сторонники этой теории говорят, что баски научились этим приемам в Исландии, переняв их у древних викингов.
Другая недоказанная теория гласит, что в XV веке нападения баскских китобоев-пиратов уничтожили последние колонии викингов в Гренландии.
Историк из Лесо Лопе Мартинес де Исасти написал в 1625 году анекдот исследователя в своей книге Compendio histórico de la muy noble y muy leal provincia de Guipúzcoa. Он встретил индейцев, знавших алгонкинско-баскский пиджин, и спросил: Zer moduz? (Как дела?). На вопрос они ответили им дружелюбно Apaizak hobeto! (Попы лучше!), хотя, по словам Исасти, большинство из них толком не знали, что такое священник.
То есть можно было бы сказать, что к XV веку баски ловили китов и треску и создали передовые рыболовные посты в Лабрадоре и Ньюфаундленде. Самый большой из них был в Ред-Бее: в нем было около 900 человек, и он отправлял 15 вельботов каждый год. Сегодня в том же городе находится Музей баскских китобоев, в котором выставлена лодка, извлеченная из корабля, затонувшего у берегов Лабрадора.
В 1559 году Мартин Оярсабаль, сибурский моряк, написал Les voyages aventureux du Capitaine Martin de Hoyarsal, habitant du çubiburu (Путешествия авантюристов капитана Мартина де Оярсаля, жителя Сибура), морской путеводитель, в котором собрал информацию о Ньюфаундленде и пути, чтобы помочь морякам, которые хотели посетить Ньюфаундленд. Позже, в 1677 году, Пьер Эчеберри перевел этот текст на баскский язык.
Баски оказали влияние на регион не только на топонимию, но и на имена местных жителей. Стоит отметить, что баскский флаг присутствует в символике Сен-Пьера и Микелона и что в августе здесь проводятся баскские фестивали.
Хотя баски были первооткрывателями, европейские рыбаки, особенно португальцы и испанцы, позже много раз посещали рыбные стоянки Ньюфаундленда.